# Bartolomé Aragón
Bartolomé Aragón Gómez (Huelva, 1909-Madrid, 1999) fue un profesor, jurista y político español.

## Biografía
Nacido el 24 de abril de 1909 en la ciudad andaluza de Huelva, es recordado por haber sido la última persona que visitó a Miguel de Unamuno antes de la muerte de este último en su domicilio de la calle Bordadores. Admirador de Benito Mussolini, Aragón, que habría sido primero requeté y después falangista, fue profesor de Legislación Mercantil Comparada en la recién creada Escuela de Comercio de la Universidad salmantina desde noviembre de 1935, en cuyo puesto tuvo el primer contacto con Unamuno, y profesor auxiliar de Economía Política en la Facultad de Derecho. Se la he hecho partícipe de quemas de libros en la provincia de Huelva en 1936, así como de la matanza de Nerva, en el contexto del inicio de la guerra civil española. Bartolomé Aragón, que ocupó la jefatura de la Oficina de Enlace del Servicio Nacional de Prensa y Propaganda, durante la dictadura entró a formar parte por oposición del Cuerpo General Técnico de Administración Civil, así como del Instituto de Estudios Políticos, además de ser nombrado procurador de las Cortes franquistas en 1943 y concedérsele en 1968 una medalla de plata «al Mérito en el Trabajo». Falleció el 4 de febrero de 1999 en Madrid.